# Alex Yermolinsky

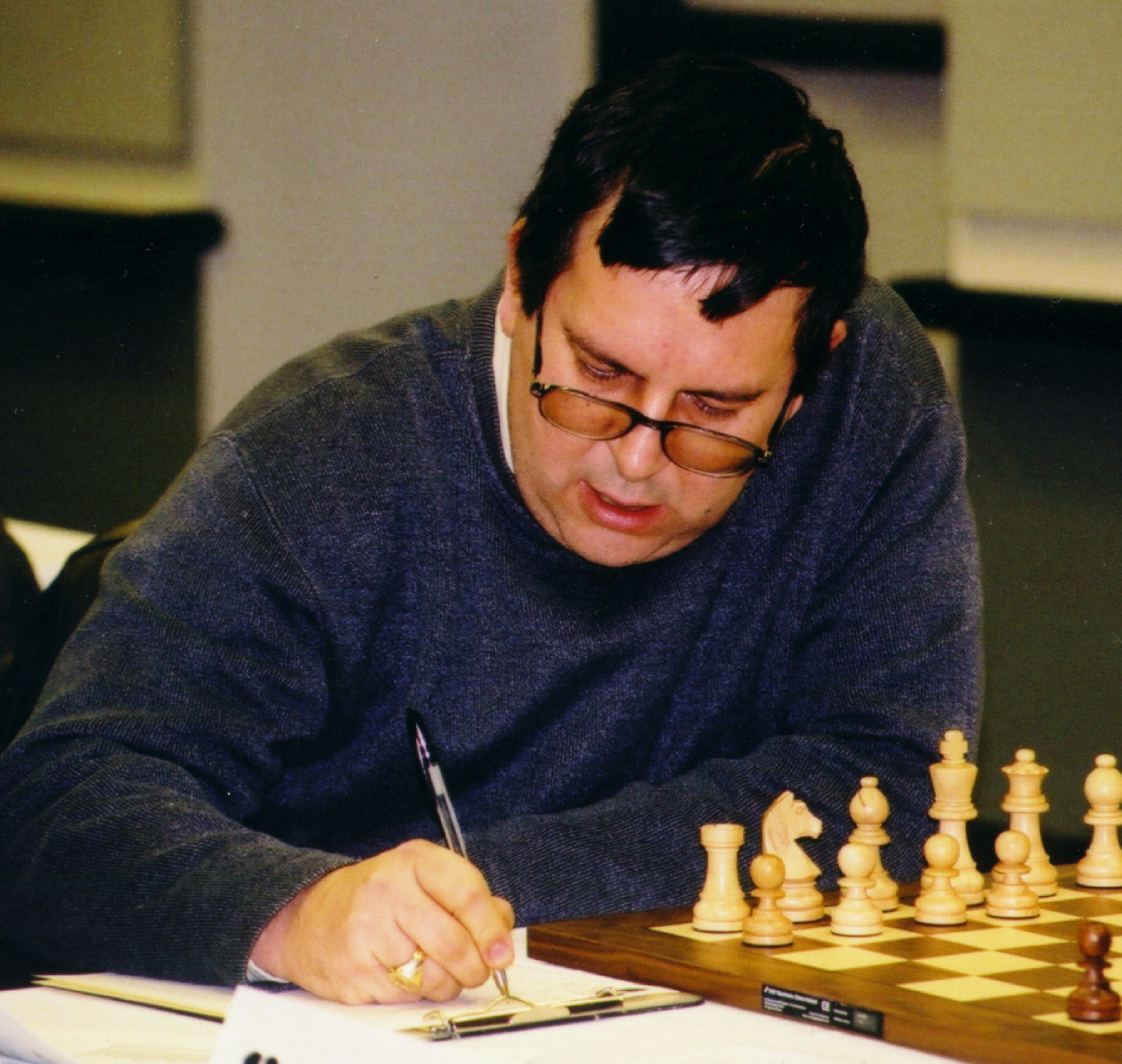
Alex Yermolinsky bij het kampioenschap van de VS in 2003

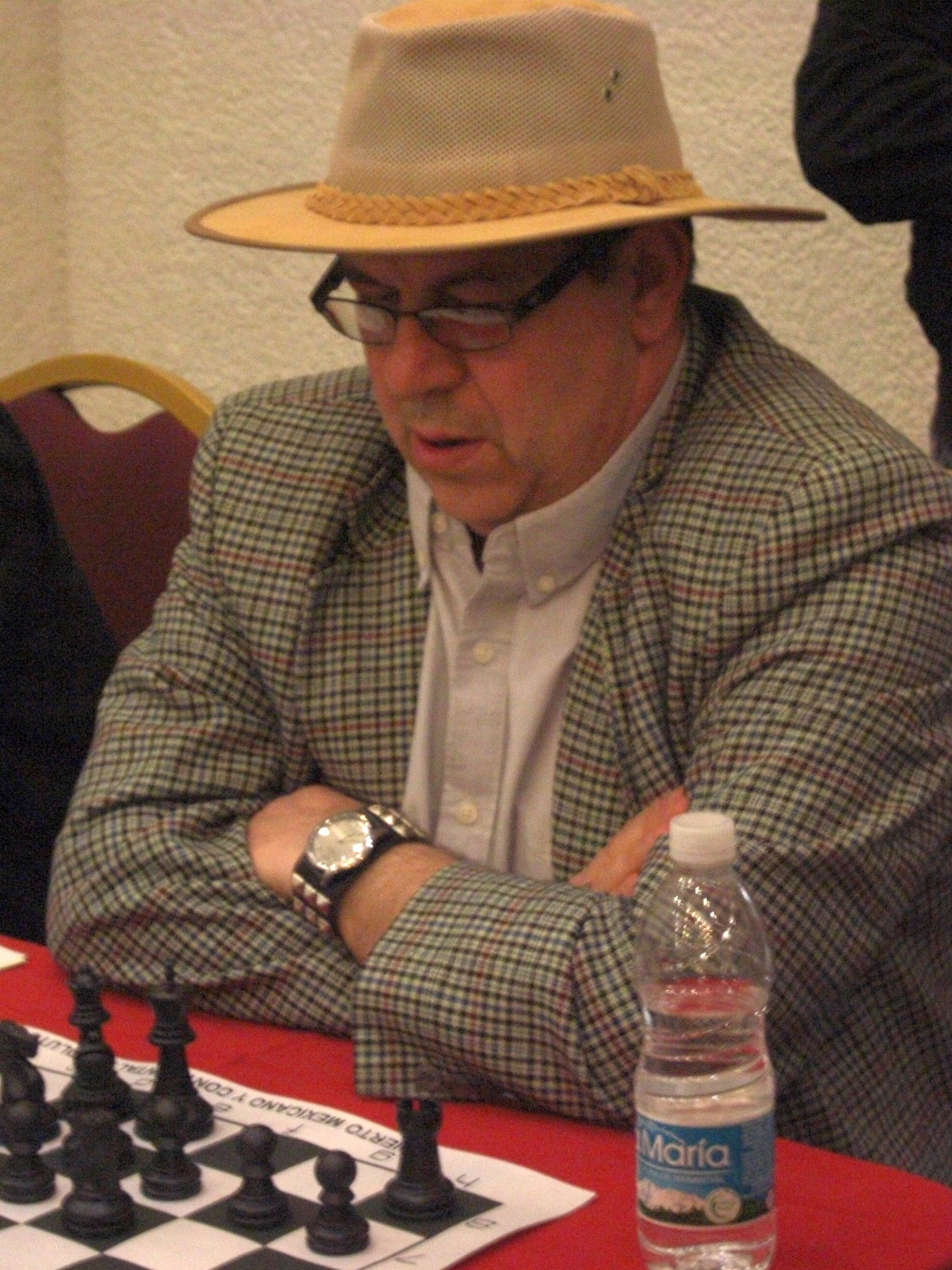
Alex Yermolinsky in 2011

Alex Yermolinsky (oorspronkelijk Alexei Vladislavovitsj Jermolinski, Russisch: Алексей Владиславович Ермолинский) (Leningrad, 11 april 1958) is een uit de Sovjet-Unie afkomstige Amerikaanse schaker. Sinds 1992 is hij een grootmeester (GM).

## Biografie
Alex Yermolinsky leerde op 8-jarige leeftijd schaken. Hij behoorde tot dezelfde generatie als Garri Kasparov. In de toenmalige Sovjet-Unie doorliep hij de Sovjet-schaakopleiding en behoorde tot de tien beste jeugdspelers van de USSR. Als 19-jarige kreeg hij de Sovjet-titel schaakmeester. Tussen 1981 en 1988 was hij actief als trainer, o.a. met Aleksandr Chalifman en Irina Levitina. Hij brak een studie af en ging werken als fabrieksarbeider. Hoewel hij zijn niveau als schaker aanzienlijk wist te verhogen, lukte het hem niet zich te kwalificeren voor het kampioenschap van de USSR. In 1989 emigreerde hij uit de uiteengevallen Sovjet-Unie. Hij woonde aanvankelijk in Italië waar hij veel successen had en bijna elk toernooi waaraan hij deelnam won, o.a. in Caorle 1989, Forlì 1989, San Benedetto del Tronto 1989 en Arco 1989.
In 1990 verhuisde hij naar de Verenigde Staten en verkreeg kort daarna de Amerikaanse nationaliteit. Hij werkte in New Jersey voor een farmaceutisch bedrijf en schaakte in Amerikaanse weekendtoernooien. In 1991 werd hij gedeeld tweede bij het National Chess Congress in Philadelphia (Pennsylvania), achter Boris Gulko. In hetzelfde jaar verkreeg hij de titel Internationaal Meester (IM). In 1992 werd hij grootmeester en vertegenwoordigde voor de eerste keer zijn nieuwe thuisland bij de Schaakolympiade in Manilla.

## Resultaten als professioneel schaker
In 1993 werd hij professioneel schaker. In 1992 won 1993 hij toernooien in Philadelphia, in 1993 in Columbia en in Bethesda. In 1993 won hij voor de eerste keer het schaakkampioenschap van de Verenigde Staten, in Long Beach (gedeeld met Alexander Shabalov). In 1994 won hij in Asheville, Reno (Texas) en North Bay. In 1995 won hij toernooien in Asheville, Woburn (Massachusetts), Philadelphia, Concord (Californië) (US-Open) en Kings Island. In 1996 won hij in Philadelphia, Los Angeles, Groningen en won voor de tweede keer het kampioenschap van de VS in Parsippany. Verdere overwinningen volgden in Kissimmee (US-Open) en Washington, D.C. (1997), Asheville, Allentown, Woburn en Philadelphia (1998), Newburgh (1999), Ledyards en Saint Paul (Minnesota) (US-Open) (2000). In 2001 won Yermolinsky het voor de eerste keer gehouden schaakkampioenschap Amerikaans continent in Cali. In 2002 won hij de US-Open in Las Vegas. In 2003 won hij in Sioux Falls, San Francisco, San Diego en Reno. In 2005 won hij opnieuw in San Francisco.

## Nationale teams
Yermolinsky nam met het team van de VS deel aan de volgende Schaakolympiades: 1992, 1994, 1996, 1998 en 2000. In 1996 werd hij met het team derde en individueel behaalde hij het derde Elo-resultaat van alle deelnemers en hij ontving een zilveren medaille voor zijn individuele resultaat aan het tweede bord. In 1998 werd hij met het team tweede.
Hij nam in 1993 en 1997 deel aan het WK landenteams. Met het team won hij in 1993 en werd tweede in 1997.

## Schaakverenigingen
Yermolinski won in 1986 met ZSKA Moskau de European Club Cup. In de jaren 90 nam hij ook twee keer deel aan de European Club Cup, in 1997 met Elitzur Petach Tikwa en in 1999 met ŠK Montenegrobanka Podgorica. Beide keren werd het team uitgeschakeld in de voorrondes.

## Persoonlijk
Yermolinski was sinds 1997 getrouwd met de Litouwse schaakster Camilla Baginskaite. De twee hadden elkaar leren kennen bij de Schaakolympiade 1996 in Jerevan. Ze hebben een zoon en een dochter.

## Externe koppelingen
- (en)   Informatie over schaakpartijen van Alex Yermolinsky op ChessGames.com
- (en)   Informatie over schaakpartijen van Alex Yermolinsky op 365chess.com
- (en)  FIDE-ratinggegevens voor Alex Yermolinsky